# Chlorochrysa
Chlorocrysa es un género de aves paseriformes perteneciente a la familia Thraupidae que agrupa a especies nativas de América del Sur, donde se distribuyen  a lo largo de los Andes, desde el oeste de Colombia hasta el sureste del Perú y oeste de Bolivia. A sus miembros se les conoce por el nombre común de tangaras.

## Etimología
El nombre genérico masculino «Chlorocrysa» se compone de las palabras griegas «khlōros»: verde, y «khrusos»: dorado; en referencia al colorido de las especies.

## Características
Son pequeños tráupidos que miden alrededor de 12,5 cm de longitud, con picos finos y plumaje brillante, predominantemente verde. Se distribuyen principalmente de forma alopátrica en las forestas andinas. Cada especie tiene un pequeño y distintivo (aunque inconspícuo) parche de plumas en forma de pera invertida en las auriculares.

## Taxonomía
Las clasificaciones Aves del Mundo (HBW) y Birdlife International (BLI) consideran a la subespecie C. calliparaea fulgentissima (de los Andes del sur de Perú y Bolivia) como una especie separada de C. calliparaea, con base en significativas diferencias morfológicas. Esta separación no es seguida todavía por otras clasificaciones.

## Lista de especies
Según las clasificaciones del Congreso Ornitológico Internacional (IOC)  y Clements Checklist v.2015, el género agrupa a las siguientes especies, con el respectivo nombre popular de acuerdo con la Sociedad Española de Ornitología (SEO):
| Imagen | Nombre científico                        | Autor              | Nombre común         | EC (*) |
| ------ | ---------------------------------------- | ------------------ | -------------------- | ------ |
|        | Chlorochrysa phoenicotis                 | (Bonaparte), 1851  | tangara verde        | LC     |
|        | Chlorochrysa calliparaea                 | (Tschudi), 1844    | tangara orejinaranja | LC     |
|        | Chlorochrysa (calliparaea) fulgentissima | Chapman, 1901      | tangara gorgiazul    | LC     |
|        | Chlorochrysa nitidissima                 | P.L. Sclater, 1874 | tangara multicolor   | NT     |

(*) Estado de conservación